# Oricoruna orientalis
Oricoruna orientalis är en stekelart som först beskrevs av Crawford 1910.  Oricoruna orientalis ingår i släktet Oricoruna och familjen puppglanssteklar. Inga underarter finns listade i Catalogue of Life.